# Nordic combat uniform
Nordic Combat Uniform (NCU) är ett samarbete mellan de fyra nordiska länderna Sverige, Norge, Danmark samt Finland i syfte att gemensamt upphandla ett stridsuniformssystem, där den enda skillnaden blir ytterplaggens kamouflage-mönster.

## Inledning av projektet
NCU-projektet startade 2016 och är en del av NORDEFCO. Arbetet inleddes med att ta fram en gemensam kravspecifikation. Ländernas olika krav på i vilken miljö uniformssystemet skall kunna fungera i har gjort att NCU kommer finnas i tre olika varianter baserat på klimatzon: Europa (ned till -19ºC med en subarktisk tilläggsutrustning för temperaturer ned till -46ºC), djungel samt öken. Personlig skyddsutrustning, kängor, handskar eller hjälm ingår inte i NCU, utan kommer att köpas in separat av respektive land.

## Anbudsinfordran
Hösten 2018 lämnade en rad leverantörer in sina anbud, inklusive ett fullt uppsytt provsystem. Anbuden utvärderades och ett mindre antal leverantörer valdes ut till brukartest.

## Brukartest
Brukartestet av fyra olika uniformssystem genomfördes mellan december 2019 och maj 2020 av 480 soldater från de fyra länderna. Den danska Försvarsmakten ansvarade för utprovningen i djungel- och ökenmiljö samt den finska Försvarsmakten för utprovningen i arktisk miljö (Sverige, Norge och Finland var gemensamt ansvariga för vinterutprovning).

### Sverige
Brukartestet av 150 stycken uniformer genomfördes vid Norrbottens regemente, Luftvärnsregementet, Amfibieregementet, Blekinge flygflottilj, Trängregementet samt Livregementets husarer. Det kan bli aktuellt att byta kamouflagemönster när Uniformssystem 90 ersätts. Första leverans till Sverige beräknas ske 2023.

### Danmark
Brukartestet av 120 stycken uniformer genomfördes vid Garderhusarregimentet, Jydske Dragonregiment, Trænregimentet, Ingeniørregimentet samt mindre grupper ur övriga danska försvarsmakten  (inklusive deras specialförband).

### Finland
Brukartestet genomfördes vid Jägarbrigaden samt Kajanalands brigad.

## Anskaffning
Den 8 februari 2022 undertecknade Sverige, Norge, Finland och Danmark ett avtal med den norska leverantören Oskar Pedersen AS om leverans av det samnordiska uniformssystemet. Finland blir första landet som får leverans, vilket bedöms ske mot slutet av 2022.[Uppdatering behövs]  Sverige bedöms få slutleverans till hösten 2024.[Uppdatering behövs] Totalt är upphandlingen värd 425 miljoner euro.